# Ukrajinské armádní letectvo
Ukrajinské armádní letectvo (ukrajinsky Армійська авіація) je vojskové letectvo pozemních sil Ukrajiny.

## Historie
První formace vojskového letectva ukrajinských ozbrojených sil po obnovení nezávislosti země vznikly v roce 1992 převzetím bývalého sovětského 119. leteckého pluku.
V roce 2014 se 16. brigáda podílela na osvobození Slovjansku.

## Struktura
Zdroj:
- 8. velitelské stanoviště, Černihiv
- 11. samostatná brigáda, Chersonský rajón
- 12. samostatná brigáda, Novyj Kalyniv
- 16. samostatná brigáda, Brody
- 18. samostatná brigáda, Poltava
- 57. letecký sklad, Brody

## Přehled letadel
Tabulka obsahuje přehled letecké techniky Ukrajinských pozemních sil v roce 2021 podle Flightglobal.com.
| Název                          | Původ                          | Určení                          | Verze                          | Ve službě                      | Poznámky                       |                                |
| Bojové a transportní vrtulníky | Bojové a transportní vrtulníky | Bojové a transportní vrtulníky  | Bojové a transportní vrtulníky | Bojové a transportní vrtulníky | Bojové a transportní vrtulníky | Bojové a transportní vrtulníky |
| ------------------------------ | ------------------------------ | ------------------------------- | ------------------------------ | ------------------------------ | ------------------------------ | ------------------------------ |
| Mil Mi-8/Mi-17                 | Sovětský svaz/ Ukrajina        | transportní a užitkový vrtulník | Mi-8MT/SB                      | 54                             |                                |                                |
| Mil Mi-24                      | Sovětský svaz                  | bitevní vrtulník                |                                | 34                             |                                |                                |
| Cvičná letadla                 |                                |                                 |                                |                                |                                |                                |
| Mil Mi-2                       | Sovětský svaz/ Polsko          | cvičný vrtulník                 |                                | 10                             |                                |                                |

## Fotogalerie

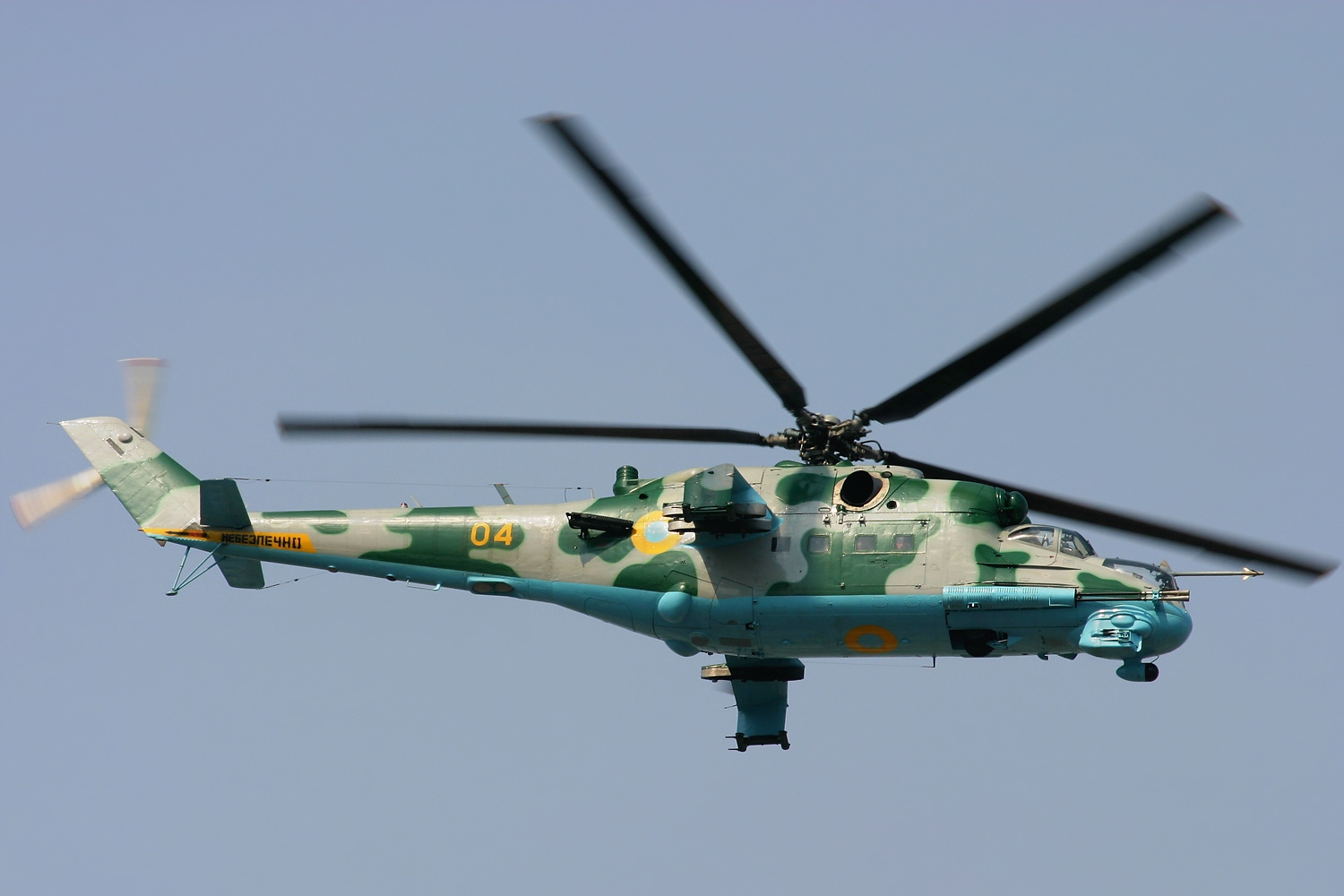
Mil Mi-24
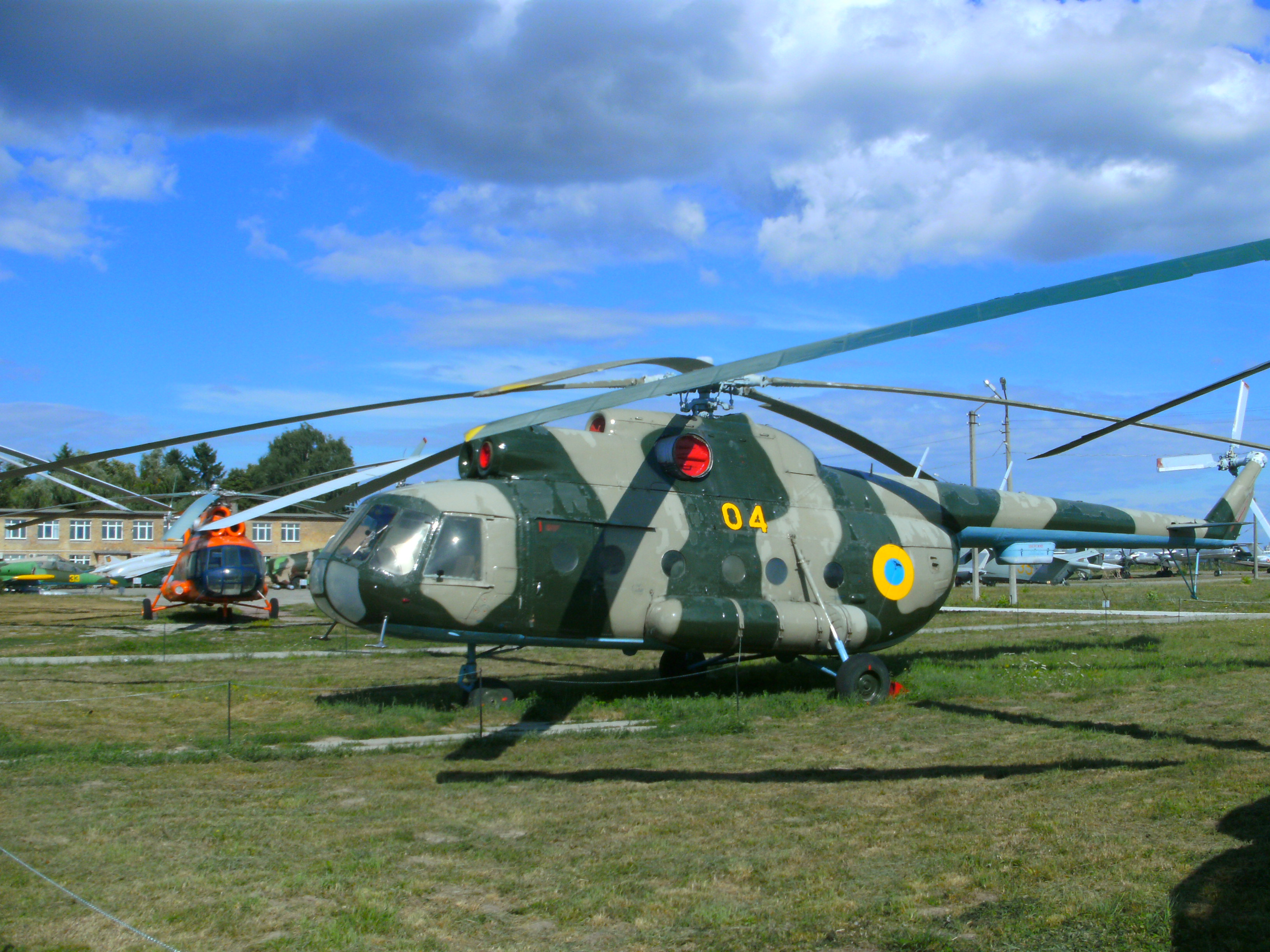
Mil Mi-8
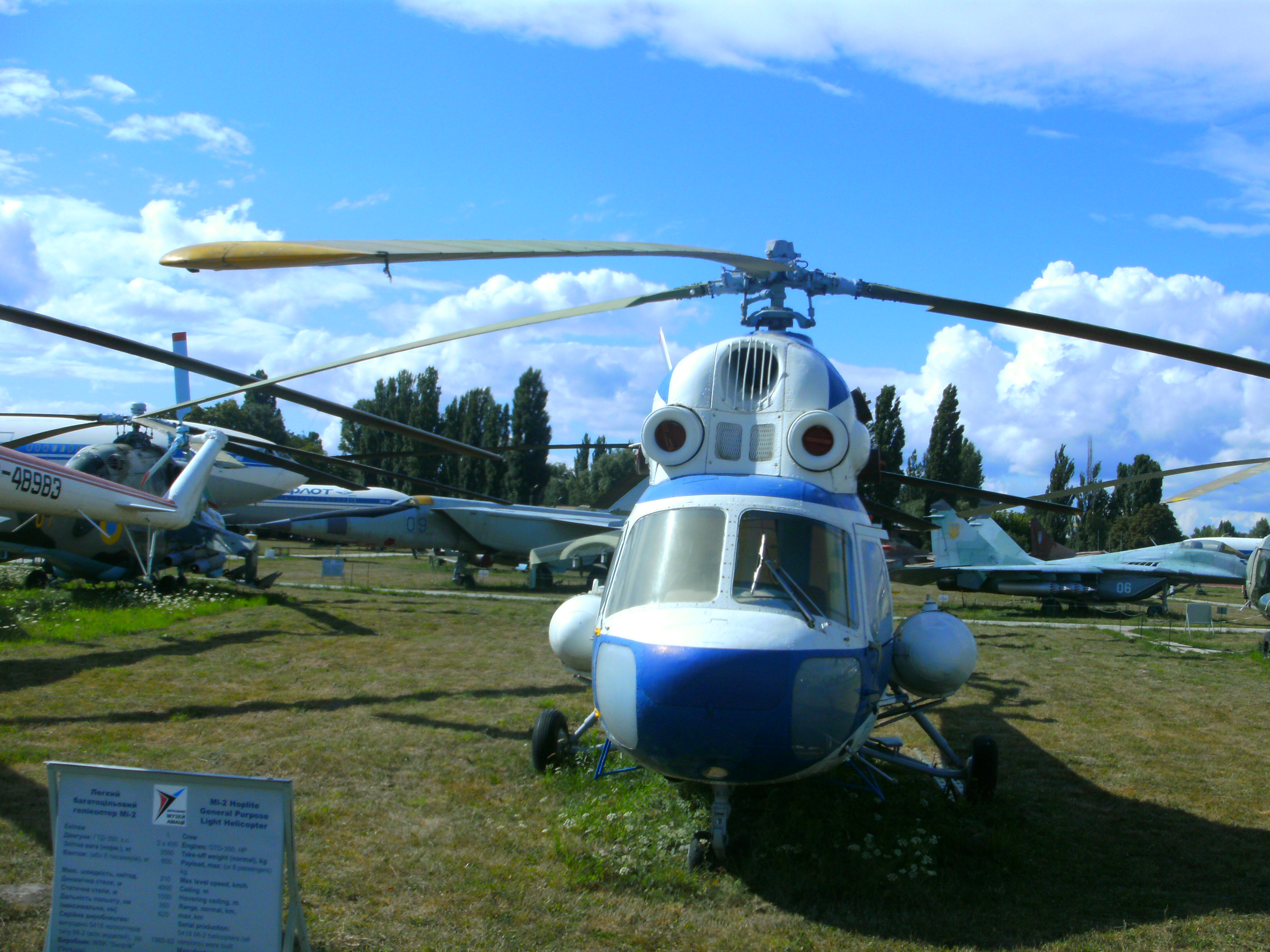
Mil Mi-2